# Soulangis
Soulangis är en kommun i departementet Cher i regionen Centre-Val de Loire i de centrala delarna av Frankrike. Kommunen ligger  i kantonen Les Aix-d'Angillon som tillhör arrondissementet Bourges. År 2022 hade Soulangis 457 invånare.

## Befolkningsutveckling
Antalet invånare i kommunen Soulangis
Referens:INSEE